# Jens Olsen (astromekaniker)
 For alternative betydninger, se Jens Olsen. (Se også artikler, som begynder med Jens Olsen)
Jens Olsen (født 27. juli 1872 i Ribe, død 17. november 1945 i København) var en dansk urmager, låsesmed og astromekaniker. Han byggede det berømte Verdensur, som nu står på Københavns Rådhus.
Jens Olsen døde inden urets færdiggørelse, men hans yngste barnebarn var med til indvielsen.
Olsen er begravet på Bispebjerg Kirkegård.

## Andet
Det danske band Shu-bi-dua lavede i 1982 sangen "Jens Olsens Verdensur" som er at finde på albummet Shu-bi-dua 8.

## Galleri
- Forsiden af Jens Olsens Verdensur.
- Bagsiden af Verdensuret på Københavns Rådhus.
- Olsens gravsted på Bispebjerg Kirkegård.
- Mindetavle på Graabrødregade 2 i Ribe